# Külpstraße 10 (Stralsund)

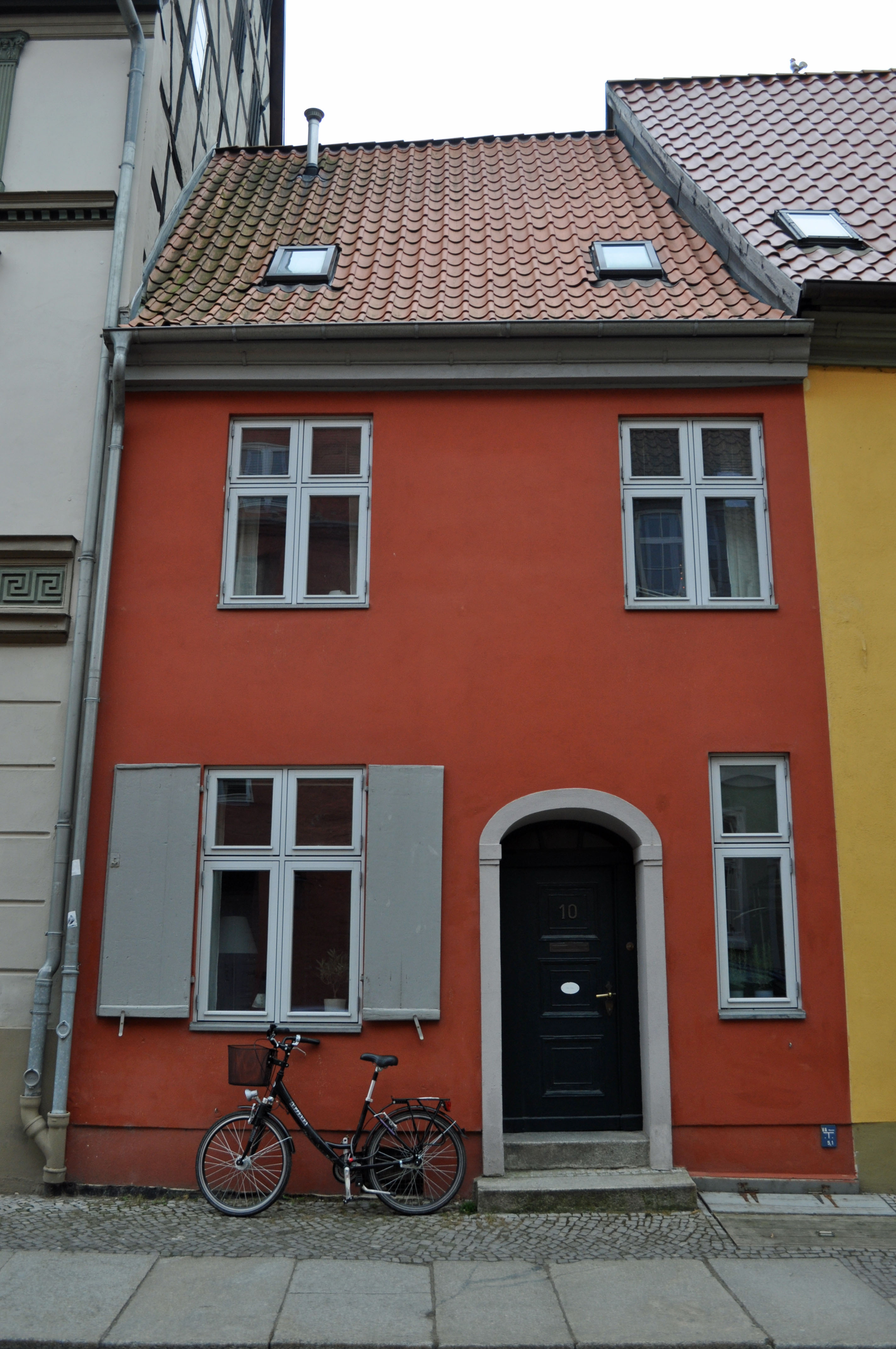
Das Haus Külpstraße 10 in Stralsund (2012)

Das Gebäude mit der postalischen Adresse Külpstraße 10 ist ein denkmalgeschütztes Bauwerk in der Külpstraße in Stralsund.
Der zweigeschossige, traufständige Putzbau wurde Anfang des 18. Jahrhunderts errichtet. Es bildet eine in ihrer barocken Struktur erhaltene bauliche Einheit mit dem Haus Külpstraße 9.
Das korbbogige Portal weist eine aus der Mitte des 19. Jahrhunderts stammende kassettierte Haustür auf.
Das Haus liegt im Kerngebiet des von der UNESCO als Weltkulturerbe anerkannten Stadtgebietes des Kulturgutes „Historische Altstädte Stralsund und Wismar“. In die Liste der Baudenkmale in Stralsund ist es mit der Nummer 449 eingetragen.